# 貞升南
貞升 南（さだます みなみ、1986年4月19日 - ）は、日本将棋連盟所属の女流棋士。堀口弘治七段門下。女流棋士番号は31（2011年3月31日までの旧番号は旧55）。東京都府中市出身。大妻女子大学人間関係学部人間福祉学科卒業。

## 棋歴
小学5年の夏に祖父に教わって将棋を始めた。後にプロとなった者としては遅めのスタートである。
2000年4月、女流育成会（Bクラス編入）入会。
2001年、第10回アマ女王戦で優勝。同年アマ女流名人戦準優勝。さらに全国中学生選抜将棋選手権大会の女子の部でも優勝を果たした。また、「フェアリープリンセス」というチームで団体戦にも出場していた。
2003年10月、女流2級としてプロデビュー。
2006年度、第29期女流王将戦で予選の3局を勝ち抜き、本戦入り。それにより昇級規定で2007年4月1日付けで女流1級に昇級した。
2007年、第1期マイナビ女子オープンで本戦入り（1回戦で甲斐智美に敗れる）。
2009年、第36期女流名人位戦予選を3連勝で勝ち抜き、B級リーグ入り。リーグ戦では5勝4敗と勝ち越し、A級昇級はならなかったもののリーグ残留を果たす。同年の第21期女流王位戦でも予選を通過。しかし挑戦者決定リーグでは1勝4敗に終わる。
2013年4月、前年度指し分け以上（9勝6敗）により女流初段に昇段した。
2014年、第22期倉敷藤花戦では挑戦者決定戦に進出。しかし山田久美に敗れ、初のタイトル挑戦は逃した。
また同年の第26期女流王位戦でも予選を通過したが、挑戦者決定リーグでは5年前と同じく1勝4敗に終わった。
2016年、第2回女子将棋YAMADAチャレンジ杯では準優勝を果たした。
2021年1月19日、第43期女流王将戦予選1回戦で山口仁子梨に勝ち、女流初段昇段後60勝となり女流二段に昇段した。

## 人物
- 対振り飛車の急戦が得意な居飛車党である。
- 三人兄弟の真ん中で、姉弟がいる[1]。
- 大学在学中に福祉関係の資格を取得した[3]。女流棋士としての立場と、福祉関係の資格を生かして、将棋の普及活動をしたい、と抱負を述べている[3]。
- 2010年度から4年間、NHK杯テレビ将棋トーナメントで、棋譜読み上げ係として出演した。2015年度以降も不定期で棋譜読み上げの出演をすることがある。
- 2児(いずれも男子)の母である。産後は将棋に対して頭が働かなくなり三手先を読むのがやっとのスランプに陥ったが、ネット将棋に触れるなど地道に将棋に向き合う時間を見つけ感覚を取り戻した[8]。

## 昇級昇段履歴
昇級昇段規定は、将棋の段級 を参照。
- 2000年04月01日 ： 女流育成会入会
- 2003年10月01日 ： 女流2級 = プロ入り [4]
- 2007年04月01日 ： 女流1級（女流王将戦本戦進出〈第29期〉）[5]
- 2013年04月01日 ： 女流初段（年度成績指し分け以上〈8勝以上〉／2012年度9勝6敗）[6][9]
- 2021年01月19日 ： 女流二段（勝数規定／女流初段昇段後60勝）[7]

## 主な成績

### 年度別成績
女流公式棋戦
- 2024年度
  - 年度成績 20局 7勝13敗（勝率0.3500）[10]
  - 通算成績 335局 157勝178敗（勝率0.4686）〈2025年3月31日対局分まで〉[11]

## 出演

### ウェブテレビ
- 【将棋】棋士がつくる将棋めし（2018年9月1日、ニコニコ生放送） - MC[12]

### テレビ
- 将棋フォーカス（NHK Eテレ、2021年4月 - 2022年3月）将棋講座聞き手、